# Agni-V
Agni-V' là tên lửa đạn đạo liên lục địa sử dụng nhiên liệu rắn được phát triển bởi DRDO của Ấn Độ. Tên lửa đạn đạo liên lục địa Agni-V có tầm phóng hơn 5.500 km, có thể mang đầu đạn hạt nhân nặng đến 1,5 tấn. Loại hoả tiễn này có chiều dài 17,5 m, dùng nhiên liệu rắn, có 3 tầng và nặng 50 tấn. Ấn Độ đã chi 480 triệu USD để phát triển loại tên lửa này. Tên lửa được thử nghiệm bệ phóng ở bang Orissa, phía đông Ấn Độ, lúc 8h05 giờ địa phương. Loại tên lửa này sẽ được đưa vào hoạt động trong giai đoạn 2014-2015.

## Giới thiệu

Phạm vi của tên lửa Agni V.

Tiến sĩ Natrajan M, một nhà khoa học quốc phòng cấp cao của Ấn Độ, trong năm 2007 tiết lộ rằng DRDO nghiên cứu phiên bản nâng cấp phiên bản nâng cấp của Agni-III, được gọi là Agni-V (Trước đó được gọi là Agni-III và Agni-IV), và rằng nó sẽ được sẵn sàng trong 4 năm qu. tên lửa sẽ có một phạm vi khoảng 5.000 km. 
Nó sẽ được khá dễ dàng để lưu trữ và nhanh chóng vận chuyển tên lửa bằng đường bộ vì nó là một ống đựng hệ thống phóng tên lửa, không giống như các tên lửa Agni trước đó.
Agni-V cũng mang các lượng chất nổ MIRV (multiple independently targetable re-entry vehicles) đồng thời phát triển. Một tên lửa MIRV có thể chuyển nhiều đầu đạn vào các mục tiêu khác nhau.